# 戴手铐的旅客
《戴手铐的旅客》是一部1980年发行的中国大陸电影，由于洋执导（亦兼任主演），马树超、赵子岳、蔡明主演。
该片以文革为背景，主要讲述一名在文革中遭受迫害的高龄公安侦察员刘杰（于洋饰）抓捕逃犯的故事。因结合了文革伤痕题材与多种商业元素，该片上映后一度十分受欢迎。
该片的配乐由王立平负责。他为该片创作的主题曲《驼铃》是一首在中国大陆广泛传唱的经典歌曲。

## 剧情
“文化大革命”初期，在某科研单位突然发生一起凶杀案，保密室工作人员小黄被暗杀，发射导弹的A-1号燃料也被盗窃。案件发生后，保卫人员在现场发现了倒在地上的正受审查的老公安侦察员刘杰。当要提审他时，发现刘已逃跑。
为此，保卫部副部长葛世荃派小黄的丈夫苏哲去追捕刘杰，随后又派年轻的侦察员张强作他的助手。张强过去是刘杰的学生，对刘杰的为人和品行很了解，不相信刘杰会是罪犯。
苏哲捉拿刘杰心切，没想到刘杰同他在一列火车上。刘杰并未逃跑，相反在暗中注意苏哲同一个“造反派”的女人王莉接上头后离去，刘杰继续跟踪。苏哲发现刘杰在跟踪他，向刘杰开枪射击，枪被刘杰打掉，两人展开肉搏。这时王莉带人来支援苏哲，刘杰被打昏，立刻被苏哲送入火葬场。
在火葬场，刘杰突然醒来，焚尸老工人问明情况后深表同情，便掩护他逃走。刘杰找到洛西市被打倒的公安局长王丰年，跟他促膝谈心，激起王丰年的革命斗志。
张强追上苏哲，等待分配任务。刘杰用匿名电话通知张强：苏哲和王莉在勾搭，让他立刻去逮捕王莉。张强终于弄清杀死小黄、盗走A—1号燃料的是苏哲。苏哲乘车南逃，刘杰暗中紧追不舍，被苏哲发觉。苏以公安人员身份要求乘务员搜捕刘杰。刘杰被迫躲进厕所天棚上，碰到女扮男装的魏小明，小明很同情刘杰，决心帮助他。后刘杰遭苏哲的暗算被推下飞驰着列车。这事被张强发现，立即鸣枪，列车被迫停在微山市车站。微山市公安局长魏子恒这时也接到通缉刘杰命令，立即赶到现场逮捕了他。
刘杰同魏子恒是老战友，他向老魏讲明情况，取得魏的帮助，独自赶到边境截住了苏哲。两人展开了殊死格斗，由于刘杰长途跋涉屡次受伤，被苏哲打倒在地。机智的刘杰将手铐戴到苏哲手上，另一端戴在自己手上拖住了苏哲。
这时，魏子恒，张强等公安战士闻场赶到到抓住了苏哲，缴获了被盗走的A-1号燃料；但刘杰仍然被葛副部长下令逮捕，他戴着手铐被押上飞机。

## 主要演员
| 演员   | 角色   | 简介                               |
| 于洋   | 刘杰   | 原解放军侦察英雄，被打倒的老干部。 |
| 印质明 | 魏子恒 | 微山市公安局局长，刘杰的老战友     |
| 邵万林 | 苏哲   | 保卫干部，潜伏多年的敌特           |
| 马树超 | 张强   | 侦查员，刘杰的徒弟                 |
| 赵子岳 | 王丰年 | 洛西市公安局局长，刘杰的老战友     |
| 蔡明   | 魏小明 | 魏子恒的女儿                       |
| 里坡   | 高原   | 某科研单位保卫部部长，被迫害致死   |
| 葛存壮 | 葛世荃 | 某科研单位保卫部副部长、造反派     |
| 高菊梅 | 王莉   | 敌特                               |
| 周森冠 | 火化工 | 火葬场的焚尸工人                   |